# Miguel de San Román Riesco
Miguel de San Román Riesco (1883-siglo XX) fue un poeta, dramaturgo y periodista español.

## Biografía
Nació el 17 de febrero de 1883 en Valladolid. Laureado poeta, obtuvo la flor natural en su ciudad natal y fue periodista en Madrid. Estrenó Ilusiones de niña (monólogo, Valladolid, 1904), Almas vulgares (boceto, 1907), Almas vulgares (comedia), Las alondras (comedia), La décima musa (poema en un acto), La abuelita Lulú (comedia), La señora no quiere comer sola (comedia), El pájaro verde (zarzuela), El diamante azul (comedia), El bululú (sainete) y Flor de vida (poesías). Falleció al parecer joven, según alguna fuente en la segunda década del siglo XX.